# Корсунський Вольф Борухович
Вольф Борухович Корсунський (нар. 16 листопада 1923 — 17 березня 1950) — радянський військовий льотчик, Герой Радянського Союзу (1945).

## Життєпис
Народився 16 листопада 1923 в місті Бахмут. Єврей. Після закінчення 8 класів працював штампувальником на взуттєвій фабриці, а вечорами відвідував аероклуб.
По комсомольській путівці був направлений у Ворошиловградську військову школу пілотів, яку закінчив влітку 1942 року.
На фронтах німецько-радянської війни з червня 1942 року. Заступник командира ескадрильї 103-го полку штурмової авіації. Літав на бомбардувальнику, потім пересів на штурмовик. Брав участь в оборонних, а потім наступальних боях на Кавказі, у звільненні Кубані, Таманського півострова.
На початку листопада 1943 старший лейтенант Вольф Корсунський штурмовими ударами підтримував десант, який висадився в районі Керчі. Брав участь у штурмі Севастополя, у вигнанні нацистів з Білорусі, Польщі, у знищенні противника в Східній Пруссії, на балтійському узбережжі Німеччини та північніше Берліна.
До травня 1945 року здійснив 152 успішних бойових вильоти на штурмовку живої сили та бойової техніки противника, з них 72 — як ведучий.
18 серпня 1945 за героїзм і мужність, проявлені в ході бойових вильотів, заступнику командира ескадрильї старшому лейтенанту В. Б. Корсунському було присвоєно звання Героя Радянського Союзу.
У вересні 1945 року брав участь у війні з Японією. Після закінчення війни продовжував служити у Військово-повітряних силах.
17 березня 1950 трагічно загинув в авіаційній катастрофі. Похований у м. Артемівську (нині знову м. Бахмут), біля школи, яка носить ім'я Героя.

## Нагороди
- орден Леніна
- 3 ордена Бойового Червоного Прапора
- орден Вітчизняної Війни другого ступеня
- орден Червоної Зірки
- медалі.